# Guillaume Musso
Pour les articles homonymes, voir Musso.
Guillaume Musso, né le 6 juin 1974 à Antibes, est un romancier français. Les ventes de ses livres en font le premier écrivain en termes de ventes en France depuis 2011. Il publie environ un nouvel ouvrage chaque année. En 2022, ses livres se sont écoulés à 1,3 million d'exemplaires. 

## Biographie

### Famille
Guillaume Musso est le frère de Valentin Musso, auteur de romans policiers, et de Julien Musso, professeur de français, latin-grec et Humanités, littérature et philosophie au Centre international de Valbonne, dans les Alpes-Maritimes, où il situe certains de ses romans. Il vit en couple avec Ingrid depuis 2008 et a deux enfants, Nathan né en 2013 et Flora née en 2018.
La mère de Guillaume Musso dirigeait la bibliothèque municipale d'Antibes ; son père était secrétaire général et directeur des finances de la ville.

### Jeunesse et enseignement
Il commence à écrire alors qu'il est étudiant. À l'âge de dix-neuf ans, fasciné par les États-Unis, il séjourne quelques mois à New York, où il travaille comme vendeur de crèmes glacées.
En rentrant des États-Unis, il passe une licence de sciences économiques à l'université de Nice, poursuit des études à Montpellier et passe le CAPES de sciences économiques et sociales. De 1999 à 2003, il est professeur de sciences économiques et sociales au lycée Erckmann-Chatrian de Phalsbourg et formateur à l'Institut universitaire de formation des maîtres (IUFM) de Lorraine.
En septembre 2003, il intègre le Centre international de Valbonne, où il enseigne au lycée les sciences économiques et sociales pendant cinq ans.

### Carrière littéraire
En mai 2001 paraît son premier roman, Skidamarink, un thriller en forme de jeu de piste débutant par le vol de La Joconde au musée du Louvre.
Après un grave accident de voiture, Guillaume Musso imagine en 2004 l'histoire d'un enfant revenu de la mort : Et après... Le roman se vend à plus de deux millions d'exemplaires et est traduit dans une vingtaine de langues. Le film Et après tiré du roman et réalisé par Gilles Bourdos, avec John Malkovich, Romain Duris et Evangeline Lilly, sort en salles le 14 janvier 2009.
Sortent ensuite différents romans : Sauve-moi (2005), Seras-tu là ? (2006), Parce que je t'aime (2007), Je reviens te chercher (2008), Que serais-je sans toi ? (2009) et La Fille de papier (2010).

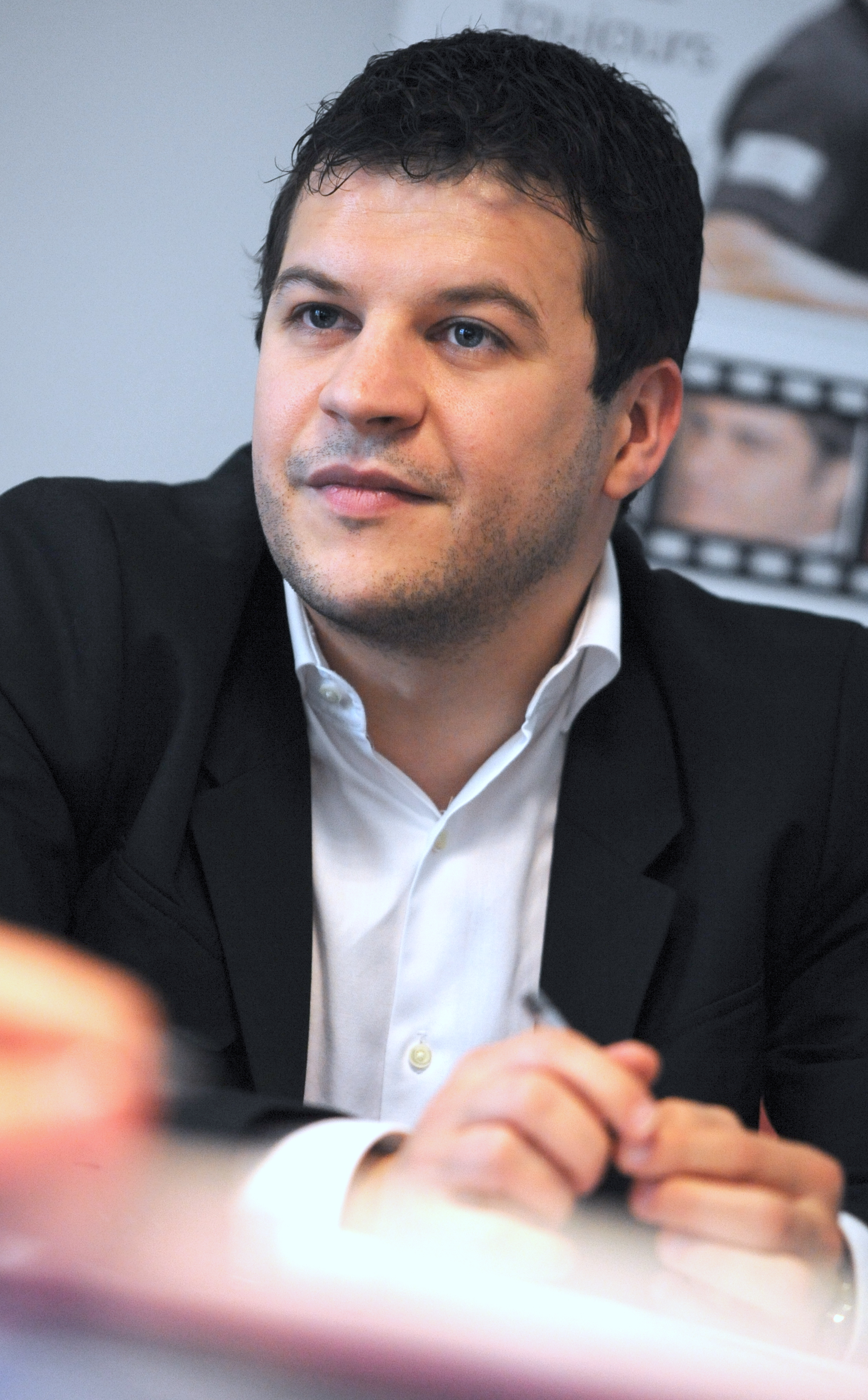
Guillaume Musso, le 06 mai 2009 à Paris.

En octobre 2009, il succéde à Philippe Claudel, Daniel Picouly, François Morel, Daniel Pennac et Éric-Emmanuel Schmitt, il est l'auteur de la « dictée d'ELA », donnant le coup d'envoi de la campagne annuelle « Mets tes baskets et bats la maladie » pour lutter contre les leucodystrophies.

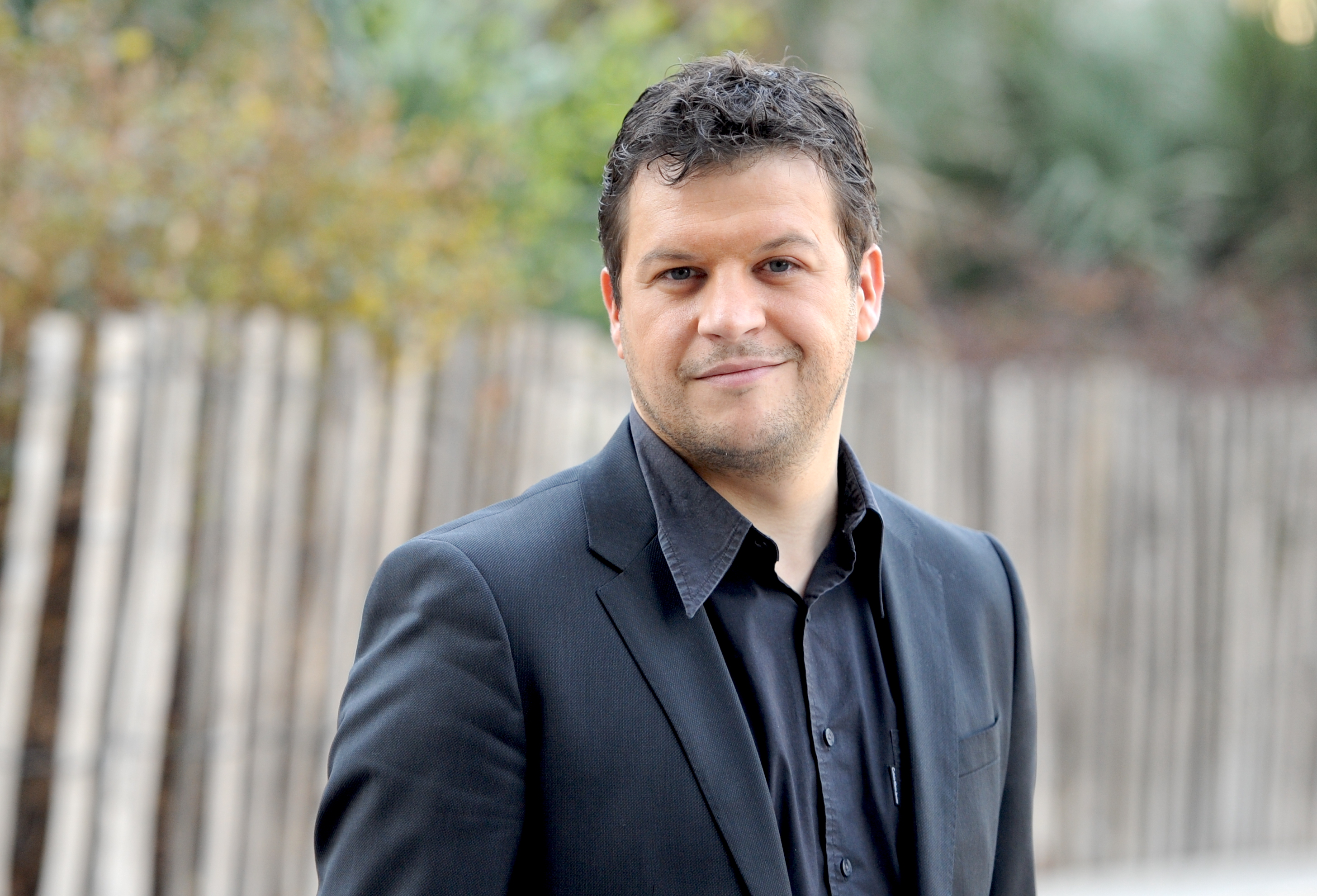
Guillaume Musso, le 03 avril 2012 à Paris.

Le 25 juillet 2012, sort aux États-Unis, le film Ruby Sparks (en français Elle s'appelle Ruby) réalisé par Jonathan Dayton et Valerie Faris sur un scénario de Zoe Kazan inspiré de La Fille de papier[réf. nécessaire].
Dans la lignée de Et après et de La Traversée, deux autres œuvres de Guillaume Musso sont adaptées sous la forme d'une série et d'un long-métrage : Central Park et L'Appel de l'ange. En septembre 2017, Musso quitte XO éditions, son ancien éditeur, pour rejoindre les éditions Calmann-Lévy, où il retrouve son éditrice Caroline Lépée,.
En décembre 2021, il reçoit le prestigieux prix Raymond-Chandler récompensant la carrière d'un maître du thriller et du roman noir, succédant notamment à Michael Connelly, John Le Carré, Margaret Atwood et Jo Nesbø.
En 2024, il est accusé d'avoir plagié une autrice. Celle-ci affirme que des « similitudes » existent avec un de ses romans, autoédité en 2022. Guillaume Musso et son éditeur Calmann-Lévy ont déposé plusieurs plaintes pour diffamation et dénoncent également une campagne de cyberharcèlement. Une première audience a eu lieu en juillet 2025.

## Œuvres

### Romans
| Titre                        | Édition originale                                     | Édition au format de poche                                      | Édition en livre audio                  | Adaptation cinématographique                                                   | Édition en livre numérique                   |
| ---------------------------- | ----------------------------------------------------- | --------------------------------------------------------------- | --------------------------------------- | ------------------------------------------------------------------------------ | -------------------------------------------- |
| Skidamarink                  | Éditions Anne Carrière, 2001 (ISBN 978-2-84337-153-0) | LGF / Le Livre de Poche n° 36404, 2022 (ISBN 978-2-253-93479-0) |                                         |                                                                                | Calmann-Lévy, ASIN B08GQ5DJDD                |
| Et après...                  | XO éditions, 2003 (ISBN 978-2-84563-412-1)            | Pocket no 12325, 2005 (ISBN 978-2-266-24575-3)                  |                                         | Adapté pour le film Et après réalisé par Gilles Bourdos en 2008.               | Éditions de l'épée, ASIN B078QYGV4T          |
| Sauve-moi                    | XO Éditions, 2005 (ISBN 978-2-84563-219-6)            | Pocket no 12861, 2006 (ISBN 978-2-266-15832-9)                  |                                         |                                                                                | Éditions de l'épée, ASIN B078QYYHB8          |
| Seras-tu là ?                | XO Éditions, 2006 (ISBN 978-2-84563-280-6),           | Pocket no 13269, 2007 (ISBN 978-2-266-16954-7)                  |                                         | En cours de négociation avec Peter Farrelly pour une adaptation Eagle Pictures | Éditions de l'épée, ASIN B078QXKK93          |
| Parce que je t'aime          | XO Éditions, 2007 (ISBN 978-2-84563-336-0)            | Pocket no 13562, 2008 (ISBN 978-2-266-17965-2)                  |                                         | La Traversée par Jérôme Cornuau est sorti le 31 octobre 2012.                  | Éditions de l'épée, ASIN B078QS5DNQ          |
| Je reviens te chercher       | XO Éditions, 2008 (ISBN 978-2-84563-370-4)            | Pocket no 13987, 2009 (ISBN 978-2-266-19236-1)                  |                                         |                                                                                | Éditions de l'épée, ASIN B078QYD4LB          |
| Que serais-je sans toi ?     | XO Éditions, 2009 (ISBN 978-2-84563-419-0)            | Pocket no 14327, 2010 (ISBN 978-2-266-20021-9)                  |                                         |                                                                                | Éditions de l'épée, ASIN B078QWFDJX          |
| La Fille de papier           | XO Éditions, 2010 (ISBN 978-2-84563-457-2)            | Pocket no 14671, 2011 (ISBN 978-2-26621-482-7)                  | Audiolib, 2015 (ISBN 978-2-35641-853-1) |                                                                                | Éditions de l'épée, ASIN B078QYX55D          |
| L'Appel de l'ange            | XO Éditions, 2011 (ISBN 978-2-84563-517-3)            | Pocket no 15074, 2012 (ISBN 978-2-266-22753-7)                  | Audiolib, 2011 (ISBN 978-2-35641-4144)  |                                                                                | Éditions de l'épée, ASIN B078R26S3T          |
| 7 ans après                  | XO Éditions, 2012 (ISBN 978-2-84563-523-4)            | Pocket no 15531, 2013 (ISBN 978-2-266-23906-6)                  | Audiolib, 2012 (ISBN 978-2-35641-496-0) |                                                                                | Éditions de l'épée, ASIN B078QYV4S2          |
| Demain                       | XO Éditions, 2013 (ISBN 978-2-84563-622-4)            | Pocket no 15851, 2014 (ISBN 978-2-266-24688-0)                  | Audiolib, 2013 (ISBN 978-2-35641-624-7) |                                                                                | Éditions de l'épée, ASIN B078QXM18T          |
| Central Park                 | XO Éditions, 2014 (ISBN 978-2-84563-676-7)            | Pocket no 16290, 2015 (ISBN 978-2-266-25848-7)                  | Audiolib, 2014 (ISBN 978-2-35641-761-9) |                                                                                | Éditions de l'épée, ASIN B078QYMY9F          |
| L'Instant présent            | XO Éditions, 2015 (ISBN 978-2-84563-779-5)            | Pocket no 16585, 03/11/2016 (ISBN 978-2-266-26772-4)            | Audiolib, 2015 (ISBN 978-2-35641-958-3) |                                                                                | Éditions de l'épée, ASIN B07BQJ3WC6          |
| La Fille de Brooklyn         | XO Éditions, 2016 (ISBN 978-2-84563-808-2)            | Pocket no 16894, 2017 (ISBN 978-2-266-27514-9)                  | Audiolib, 2016 (ISBN 978-2367621937)    |                                                                                | Éditions de l'épée, ASIN B07QHQ9LNN          |
| Un appartement à Paris       | XO Éditions, 2017 (ISBN 978-284563961-4)              | Pocket no 17194, 2018 (ISBN 978-2-266-28502-5)                  | Audiolib, 2017 (ISBN 978-2367624075)    |                                                                                | Éditions de l'épée, ASIN B086H54GVL          |
| La Jeune Fille et la nuit    | Calmann-Lévy, 2018 (ISBN 978-2-7021-6363-4)           | LGF/Le Livre de Poche no 35351, 2019, (ISBN 978-2-253-23762-4)  | Audiolib, 2018 (ISBN 978-2367627359)    |                                                                                | Éditions de l'épée, ASIN B093DXVS1G          |
| La Vie secrète des écrivains | Calmann-Lévy, 2019 (ISBN 978-2-7021-6548-5)           | LGF/Le Livre de Poche no 35845, 2020, (ISBN 978-2-253-23763-1)  | Audiolib, 2019 (ISBN 978-2367629551)    |                                                                                | Éditions de l'épée, (ISBN 978-2-38020-035-5) |
| La vie est un roman          | Calmann-Lévy, 2020 (ISBN 978-2-7021-6554-6)           | LGF/Le Livre de Poche no 36178, 2021, (ISBN 978-2-253-23764-8)  | Audiolib, 2020 (ISBN 979-1035403607)    |                                                                                | Éditions de l'épée, (ISBN 978-2-38020-045-4) |
| L'Inconnue de la Seine       | Calmann-Lévy, 2021 (ISBN 978-2-7021-8367-0)           | LGF/Le Livre de Poche no 36702, 2022, (ISBN 978-2-253-23764-8)  | Audiolib, 2021 (ISBN 979-1035406301)    |                                                                                | Calmann-Lévy, ASIN B098QVQ95D                |
| La Trilogie des Écrivains    | Calmann-Lévy, 2021 (ISBN 978-2-7021-8425-7)           |                                                                 |                                         |                                                                                |                                              |
| Angélique                    | Calmann-Lévy, 2022 (ISBN 978-2-7021-8368-7)           | LGF/Le Livre de Poche n° 37475, 2024, (ISBN 978-2-253-10664-7)  | Audiolib, 2021 (ISBN 979-1035411459)    |                                                                                | Calmann-Lévy, ASIN B0B3X3VGSS                |
| Quelqu'un d'autre            | Calmann-Lévy, 2024 (ISBN 978-2-7021-8369-4)           |                                                                 | Audiolib, 2024 (ISBN 979-1035415365)    |                                                                                | Calmann-Lévy, (ISBN 978-2702183939)          |

### Nouvelles
- « Fantôme », dans 13 à table ! 2015, vol. 16073, Paris, Pocket, novembre 2014 (ISBN 978-2-266-25405-2)

## Accueil

### Succès commercial

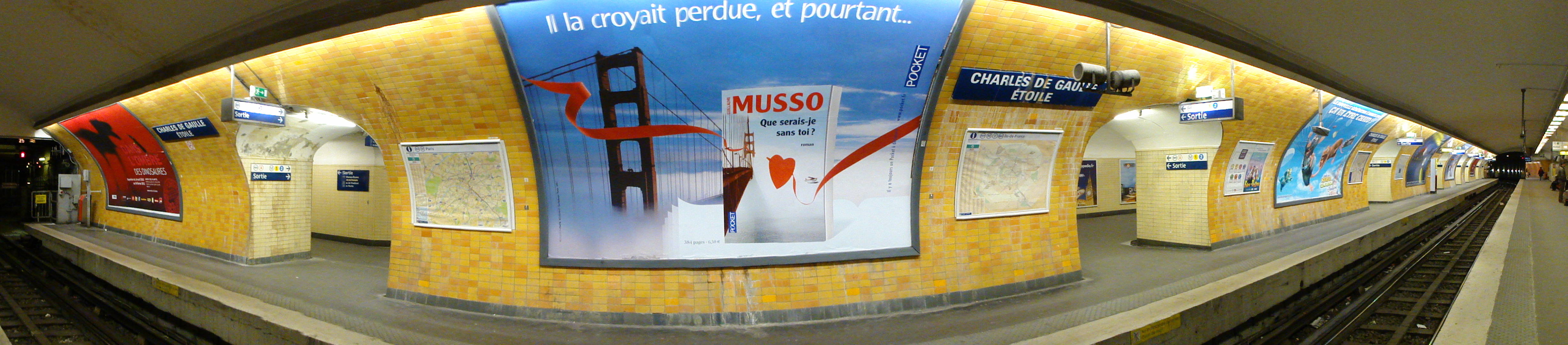
Publicité pour Que serais-je sans toi ? à la station Charles de Gaulle - Étoile du métro parisien.

Avec plus de 1,5 million d'exemplaires vendus en 2017, Guillaume Musso est pour la septième année consécutive le romancier le plus vendu en France. Ses livres sont traduits dans 46 langues et les ventes totales de ses romans dépassent les 32 millions d'exemplaires.
La Jeune fille et la nuit, publié en avril 2018 et selon le magazine féminin Elle "le roman sans le doute le plus personnel" de Guillaume Musso, est plus vendu de l'été en France, 55 000 exemplaires du 1er juillet au 20 août, et 555 000 exemplaires entre avril et août. Stéphan Pianelli,  élève en classe prépa avec l'héroïne, secrêtement liée au prof' de philo, qui a comme elle disparu, a "crevé l'écran" lors de l'émission "Demain les jeunes". Devenu journaliste, il révèle qu'une grosse somme découverte à la cave du lycée pourrait prouver qu'elle a été supprimée par son amant.
En l'année 2024, il fait partie du top 3 des auteurs les mieux vendus au Québec, à la suite de la publication du bilan Gaspard. Son roman Quelqu'un d'autre s'affiche dans les romans les plus vendus, toutes catégories confondues.

### Réception critique

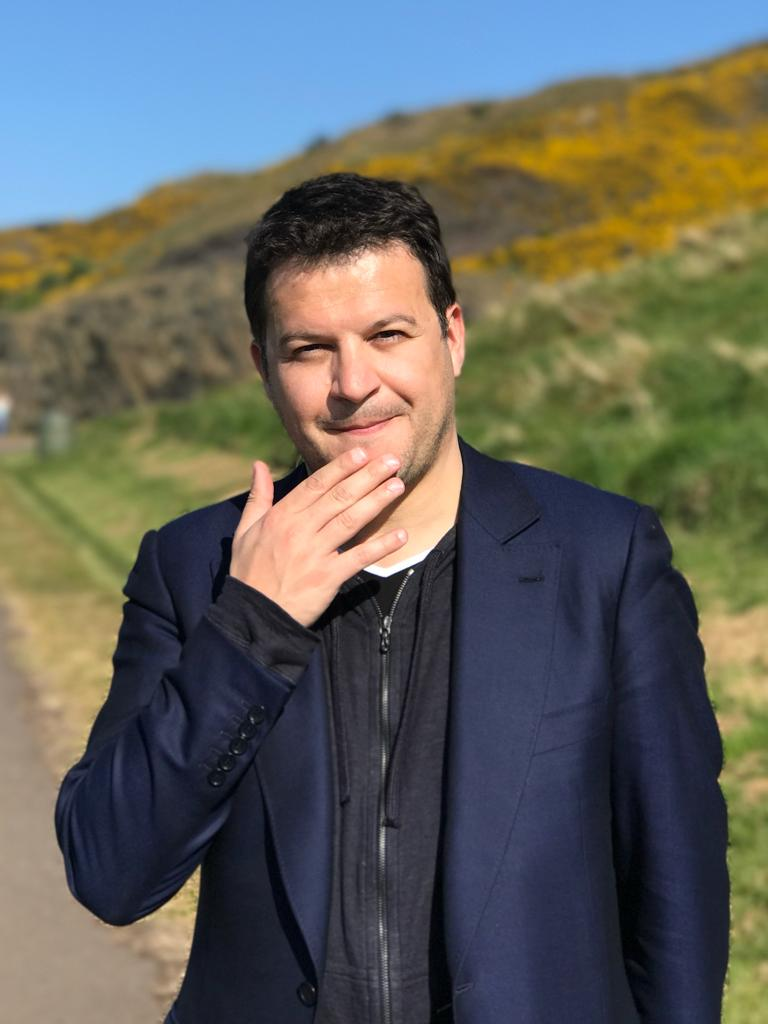
Guillaume Musso à Édimbourg en 2017.

Guillaume Musso incarne une littérature populaire en étant l'auteur le plus lu en France.
Sur France Culture, en avril 2019, le Billet Culturel pose la question de la réception de ses romans par la critique littéraire : « le nouveau roman de l’auteur le plus lu en France est-il en train de modifier son statut ? Avec La Vie secrète des écrivains, il semble bénéficier d’un nouveau regard ».
Le 3 avril 2019 pour la première fois Guillaume Musso est invité sur le plateau de La Grande Librairie par François Busnel, qui déclare : « La Vie secrète des écrivains m’a totalement accroché. […] Quant à la littérature populaire, je suis le premier à la défendre. Elle est absolument nécessaire aujourd’hui, je suis moi-même de ceux qui ont découvert la littérature grâce aux écrivains populaires qu’étaient Dumas, Féval et Zévaco, dont les critiques ont dit beaucoup de mal à leur époque ».
Dans son Dictionnaire amoureux du polar, Pierre Lemaitre, prix Goncourt 2013, écrit ceci à propos de La Vie secrète des écrivains et de La vie est un roman : « Avec ces deux romans qui font des relations complexes entre fiction et réalité le ressort d'enquêtes criminelles, Musso joue à cache-cache avec la littérature et avec les lecteurs ». De fait, ses trois romans des années 2018 à 2020 abordent les liens entremêlés entre réalité et fiction. Toujours à propos de La vie est un roman, Marianne Payot parle dans L'Express d’« exercice de haut vol et d'illusionniste sur les interactions d'un auteur avec ses créatures », tandis que Anne Michelet dans Version Femina assure : « Son lecteur ne sera pas déçu car, outre le rythme soutenu, l’émotion et des héros attachants, l’intrigue est truffée de références littéraires et rend un bel hommage aux écrivains ».

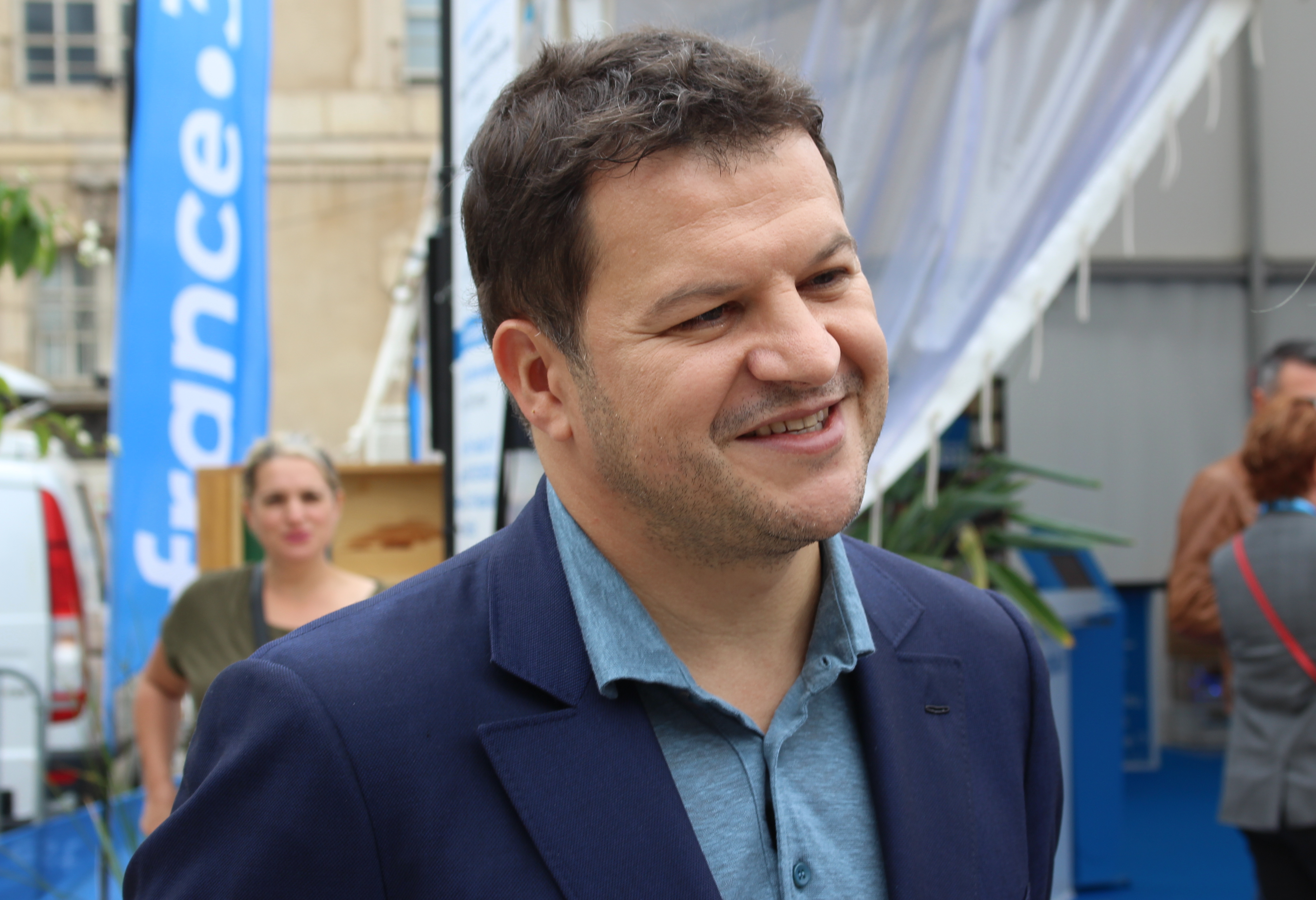
Musso au festival Le Livre sur la place à Nancy en 2018.

En 2018, à propos de La Jeune Fille et la Nuit, Pierre Vavasseur écrit dans Le Parisien que Guillaume Musso se recentre « sur une forme plus classique et proche des maîtres du polar qui l'ont nourri, Patricia Highsmith en tête », tandis que Bernard Thomasson note sur France Info : « L'histoire nous emporte en sortant des sentiers balisés de la morale à travers un personnage central ambigu. Cherchant la complexité humaine, Musso refuse désormais les personnages trop binaires ». À la sortie de l’ouvrage précédent, Un Appartement à Paris, Alain Jean-Robert de l’AFP souligne la noirceur nouvelle du roman, « éclatant et sombre comme une toile de Soulages ». À partir de L'Appel de l'ange, Guillaume Musso a en effet opéré un virage dans son écriture, se tournant de plus en plus vers le polar ; ce que remarque Bernard Lehut sur RTL : « Guillaume Musso confirme avec une diabolique efficacité le virage polar abordé dans ses derniers romans » ou Julie Malaure dans Le Point : « Guillaume Musso se met au thriller par un glissement habile depuis quelques livres ». Dans Le Figaro, Cassandre Dupuis confirme ce tournant : « Guillaume Musso persiste et signe. Il est bien le maître du suspense. ».
Les romans antérieurs faisaient moins l'unanimité chez les critiques littéraires. Le Figaro évoque la « recette bien rodée » de cet auteur : « le style est visuel, les chapitres courts, et les dialogues nombreux. » Malgré quelques critiques (son côté « fleur-bleue » et ses trop nombreux rebondissements, comme dans La Fille de papier), le journal juge favorablement la plupart des œuvres de Musso, dont il loue l’humour, les intrigues bien ficelées et la qualité des chutes.
L’auteur bénéficie d’un avis positif de Michel Field, qui déclare beaucoup l'apprécier : « Il a un vrai univers, un véritable plaisir d’écriture qui nous entraîne dans une plongée dans l’espace-temps ».
Guillaume Musso a connu également de sérieux détracteurs. Ainsi Le Nouvel Observateur, dans sa critique de Que serais-je sans toi ?, parle d'un livre « très bien fabriqué [avec un] minimum de rythme, une intrigue policière piquée à Arsène Lupin ». Et Nelly Kaprièlian déclare dans Les Inrockuptibles : « Il sait parfaitement comment donner une impression de déjà-vu — car on l’aura compris, ce type de best-seller n’est jamais novateur ».
D’autres pourtant tentent d’analyser les raisons de l’engouement croissant pour ses romans. En 2007, Le Figaro Magazine remarque la mécanique « d’une implacable efficacité ». Le journaliste ajoute que « les personnages sont dotés d’une fragilité extrêmement touchante et d’une humanité qui nous ficelle viscéralement à eux. Chez Musso, l’émotion a des accents majeurs. Et c’est là son plus bel atout ».
Anne Berthod de L’Express explique que « l’auteur a le bon goût de rester sobre dans le style [et qu’il a] l’art de construire son récit sentimental à la manière efficace des auteurs de polars ».
Bernard Lehut de RTL liste les ingrédients qui font le succès de Musso : « De l’amour, du suspense et ce petit plus qui fait la différence, la pincée d’épices qui donne sa saveur particulière au roman de Guillaume Musso : l’irruption du surnaturel ».

## Récompenses et distinctions
- 2004 :  France : prix du meilleur roman adaptable au cinéma pour Et après...
- 2005 :  Italie : prix Scrivere per Amore pour Et après...
- 2012 :  France : chevalier de l'ordre des Arts et des Lettres
- 2021 :  Italie : prix Raymond Chandler

## Adaptations

### Au cinéma
- 2008 : Et après, film franco-canado-américain réalisé par Gilles Bourdos, avec Romain Duris, John Malkovich, Evangeline Lilly et Pascale Bussières
- 2016 : Dangshin Geogi Iteojoorraeyo[42], film sud-coréen réalisé par Ji-Yeong Hong, adaptation de Seras-tu là ?

### À la télévision
- 2022 : La Jeune fille et la Nuit, mini-série de six épisodes pour France 2, avec Ioan Gruffudd, Grégory Fitoussi et Vahina Giocante